# Natasha Hansen
Natasha Hansen (Takapuna, 15 de novembro de 1989) é uma ciclista neozelandesa e controladora de tráfego aéreo.
Hansen representou a Nova Zelândia nos Jogos Olímpicos de Verão de 2012 em Londres, competindo em duas provas de ciclismo de pista.